# 長谷川喜一
長谷川 喜一（はせがわ きいち、1894年4月15日 - 1944年3月29日）は、日本の海軍軍人。最終階級は海軍中将。

## 経歴
埼玉県出身。1914年12月、海軍兵学校（42期）を卒業し、少尉候補生となる。翌年の1915年、海軍少尉に任官。海軍水雷学校高等科に学ぶ。
1936年12月、海軍大佐に進級。呉海軍航空隊司令、第二十一航空隊司令、航空本部技術部第2課長、空母「龍驤」艦長、第十二航空隊司令を歴任。
1941年3月、空母「赤城」艦長となり、太平洋戦争を迎えた。ハワイ作戦（真珠湾攻撃）、インド洋作戦に参加。1942年4月、土浦海軍航空隊司令に転出し、同年11月、海軍少将に進級。以後、航空本部補給部長、同第4部長を歴任。1943年11月、第五十航空戦隊司令官に転出、さらに第二十二航空戦隊司令官となった。
太平洋の制空権が米軍に奪われ、1944年3月29日、トラック諸島で三号爆弾を載せたトラックに同乗中爆発事故が発生して戦死（討死）。49歳没。死後、海軍中将に昇進した。